# Edgecomb
Edgecomb és una població dels Estats Units a l'estat de Maine (EUA). Segons el cens del 2000 tenia 1.090 habitants.

## Demografia
Segons el cens del 2000, Edgecomb tenia 1.090 habitants, 466 habitatges, i 328 famílies. La densitat de població era de 23,3 habitants/km².
Dels 466 habitatges en un 29,8% hi vivien nens de menys de 18 anys, en un 60,1% hi vivien parelles casades, en un 6,7% dones solteres, i en un 29,6% no eren unitats familiars. En el 25,5% dels habitatges hi vivien persones soles el 12,7% de les quals corresponia a persones de 65 anys o més que vivien soles. El nombre mitjà de persones vivint en cada habitatge era de 2,34 i el nombre mitjà de persones que vivien en cada família era de 2,78.
Per edats la població es repartia de la següent manera: un 23% tenia menys de 18 anys, un 3,7% entre 18 i 24, un 25,4% entre 25 i 44, un 31,5% de 45 a 60 i un 16,4% 65 anys o més.
L'edat mediana era de 44 anys. Per cada 100 dones de 18 o més anys hi havia 93,3 homes.
La renda mediana per habitatge era de 43.833 $ i la renda mediana per família de 49.861 $. Els homes tenien una renda mediana de 32.321 $ mentre que les dones 24.474 $. La renda per capita de la població era de 23.788 $. Entorn del 2,8% de les famílies i el 4,3% de la població estaven per davall del llindar de pobresa.